# Djungeldjuret Hugo – den stora filmhjälten
Djungeldjuret Hugo – den stora filmhjälten (danska: Jungledyret Hugo – den store filmhelt) är en tecknad film från 1997 om djungeldjuret Hugo, baserad på boken med samma namn från 1996. Filmen är en uppföljare till Hugo – djungeldjuret från 1993.

## Handling
Rävtjejen Rita tänker dag ut och dag in på djungeldjuret Hugo ända sen han åkte tillbaka till djungeln. Men en dag blir Hugo tillfångatagen av Konrad, filmstjärnan Izabellas f.d. man och kompanjon från den första filmen, som vill ha med honom i sin nya film. Hugo lyckas rymma från filmstudion och återförenas med Rita, men Konrad och hans män är på jakt efter Hugo. Det här blir början på Hugo och Ritas resa mot många fler äventyr.  

## Medverkande

### Danska originalröster
- Jesper Klein – Hugo (tal)
- Mek Pek – Hugo (sång)
- Kaya Brüel – Rita
- Flemming Quist Møller – Conrad Cupmann
- Louise Fribo – Miss Sensuella
- Ole Fick – Dr. Sturmdrang
- Søs Egelind – Zik og Zak
- Helle Ryslinge – Ritas mor
- Benny Hansen – Gris
- Övriga röster – Anton Quist Møller, Ditte Gråbøl, Gustav Magic-Nullermand, Kirsten Lehfeldt, Tatianna S. Gloerfeldt-Tarp, William Savarese
- Kör – Marie Carmen Koppel, Bobo Moreno[7]

### Svenska röster
- Marie Bergman – Hugo
- Nina Gunke – Rita
- Helen Sjöholm – Zenzuella
- Peter Harryson – Konrad Cupmann
- Johannes Brost – dr. Sturmdrang
- Fredrik Dolk – grisen Mathis
- Övriga röster – Håkan Mohede, Marianne Mörck, Mathilde Hebrand, Fredrik Hebrand
- Sångare – Karin Thyr, Marie Bergman, Helen Sjöholm, Fredrik Dolk
- Regi – Stellan Olsson
- Översättning – Siw Johansson
- Sångtexter – Hans-Henrik Ley
- Inspelningstekniker och Mixtekniker – Øystein Boassen, Berndt Frithiof
- Svensk version producerad av The Sound Factory A/S[8][9]